# Криниця-Здруй
Криниця-Здруй (пол. Krynica-Zdrój), до 2002 Криниця — курортне місто у південній Польщі, в Бескидах. Належить до гміни Криниця-Здруй Новосондецького повіту Малопольського воєводства.

## Географія
Розташована в гірській котловині, 590 метрів над рівнем моря. Поселення розбудовувалося вздовж долини річки Криничанки і її допливу Палениці.
Клімат гірський, помірний. Середня температура повітря влітку близько +15° С, а взимку близько —10° С (відомості зі середини XX століття).

## Історія

### Початки— в межах польської держави
Поселення виникло як українське (русинське) село, яке заснував Данко з Тилича у 1547 році в Польщі (Корона Королівства Польського). За іншою версією, село заснував Гриць Криницький (перша згадка — 1595). За ще однією версією, перше писане повідомлення належить до 1721 року. Тодішнє поселення було розташоване у південній частині сучасного містечка — тій, яку зараз називають Криниця Нижня (пол. Krynica Dolna) або Криниця-село (пол. Krynica Wieś). 1581 року мушинський староста Станислав Кенпенський дозволив о. Михайлові, священику в Криниці, закупити ріллю Тимка Лучковича, тобто уже тоді була церква. Метричні книги велися з 1784 року.
Нинішня північно-західна частина міста Солотвини до приєднання 1 квітня 1929 р. до Криниці-Села була окремим селом, початки якого сягають XVI ст. В 1854 р. парохію Солотвини приєднано до Криниці. В 1884 р. згоріла церква і на її місці в 1887 р. збудовано нову церкву Покрови Пресвятої Богородиці. 1927 року відновлено самостійну парохію. Метричні книги велися з 1784 року.
Від початку свого існування до 1770/1772 рр. Криниця входила до складу т. зв Кресу Мушинського, яким керують єпископи Кракова.

### Австрійський період
За два роки до першого поділу Польщі, у 1770 році, Новосондецький повіт разом із районом Криниця були приєднані до Австрії та включені до складу Австрійської монархії Габсбургів. Проте офіційне прийняття до складу австрійської держави та Галичини відбулося у 1772 році після першого поділу Польщі.
За дорученням австрійського уряду в 1788-1795 професор Львівського університету Бальтазар Гакет перевів перший офіційний аналіз місцевих цілющих вод.
24 квітня 1793 комісар Новосондецького округу (циркулу) Франц Штікс фон Завненберґер викупив у 14 селян за 204 золотих ринських теперішнє головне джерело з 3 морґами прилеглого ґрунту. У 1800 він відпродав цю нерухомість управі камеральних земель, яка 1803 року розпочала будувати курорту. Перша курортна будівля мала 6 кімнат і 9 купелевих кабін. У першому році існування курорту його відвідали 70 гостей, а 1805 року було їх уже 180.
У 1806 році на основі звіту окремої державної комісії, яка оглянула Криницю, почалася нова розбудова курорту. Тоді збудували нові домівки для хворих, нову купальню, дорогу з Криниці до Нового Сонча, парк. Тоді ж призначено постійного лікаря. Це спричинило помітне зростання фреквенції відвідувачів курорту (у 1810 — 532 особи).
Наполеонівські війни доводять Криницю до цілковитого занепаду. Доходить до того, що у 1852 вирішено розібрати всі будинки і ліквідувати курорт. Проте вже 1856 року уряд знову надсилає комісію під проводом проф. д-ра Йозефа Дітля, яка започаткувала нову добу у розвитку курорту. Комісія висунула до уряду низку вимог: збільшити число помешкань і кабін, прокласти труби для мінеральних вод до цих кабін, налагодити експорт води, створити окремий бювет для пиття вод, створити курортну комісію, призначити окремі оплати (т. зв. лікувальні такси) за перебування курортників, призначені на розбудову курорту. Все це було виконано. Тоді ж збудували три нові будинки для гостей: «Під Тополями», «Під Швейцаром» і «Під Трубкою», а також проведено реконструкцію об'єкту «Під Замком». Наприкінці 1866 закінчено будову нової купальні. 1873 року зафіксовано закінчення будівництва 66 нових гостьових будинків з 630 кімнатами для гостей.

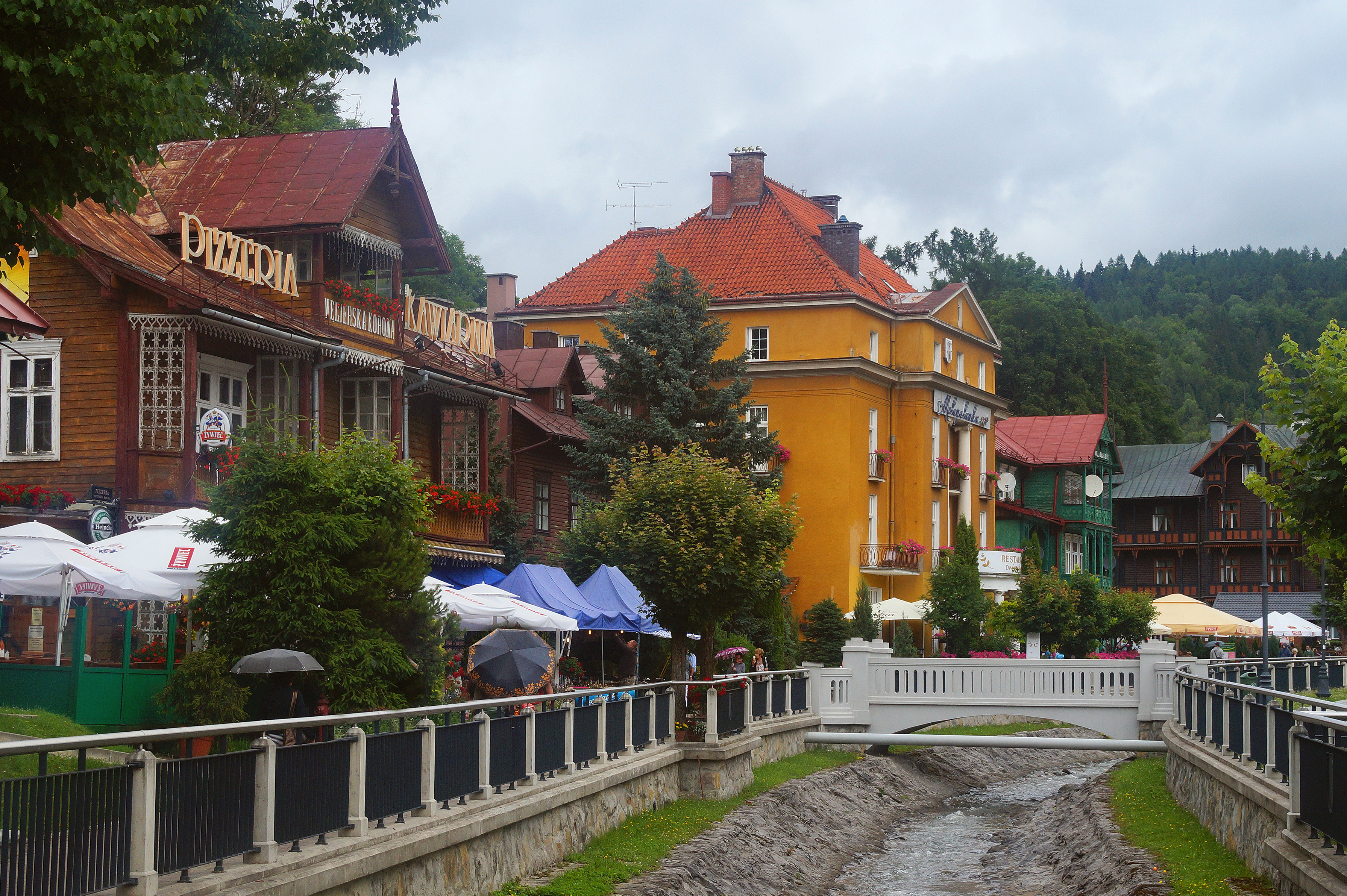

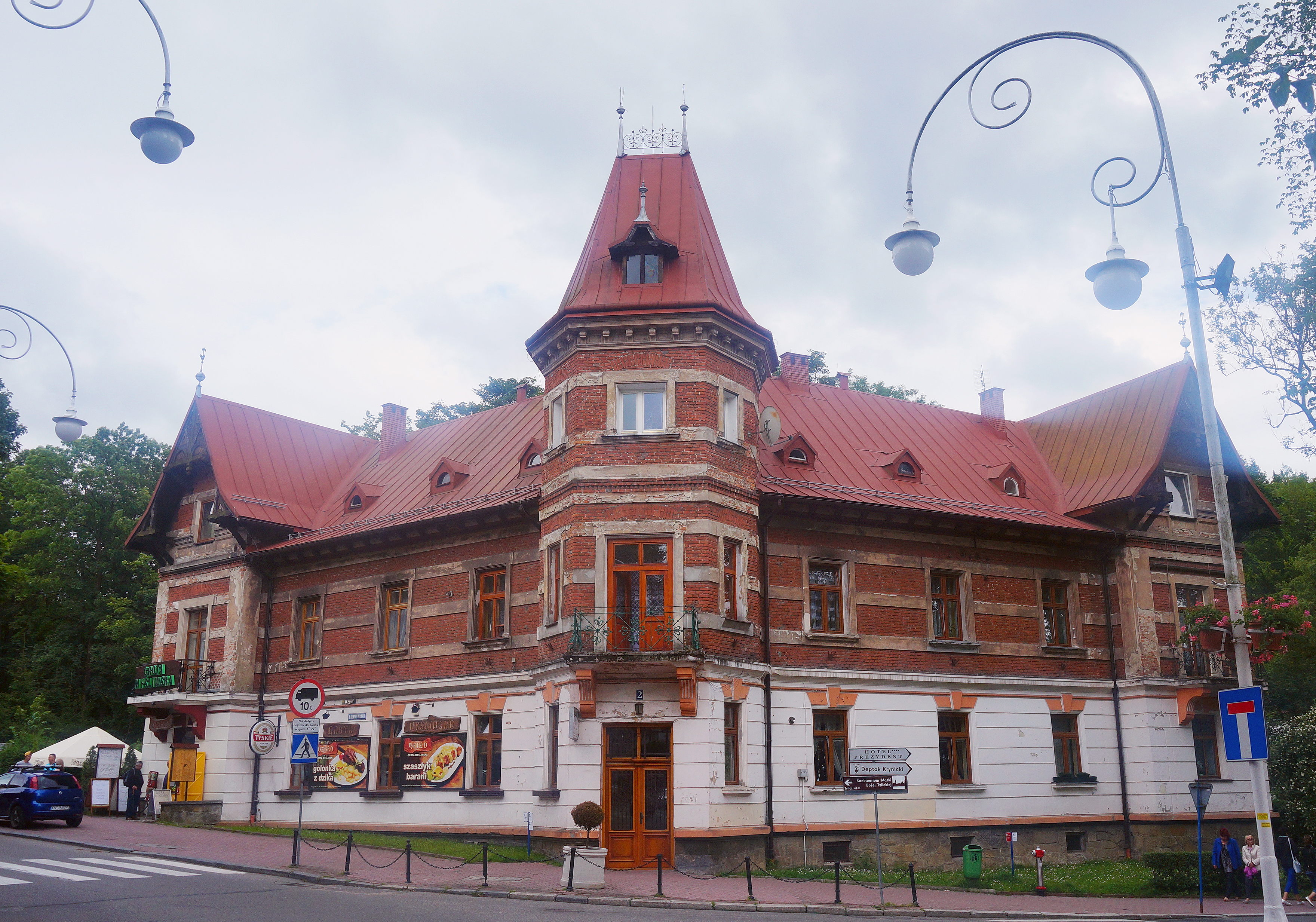

До середини XIX ст. населення Криниці було суто лемківське. Але 1851 року до Криниці на посаду управителя курорту прибув поляк Казимир Бобель, а невдовзі з'явився перший єврей — корчмар М. Фірер. У 1860 р. було вже в Криниці 60 римо-католиків.
Національний склад населення у 1869: 1022 русинів, 60 поляків, 30 євреїв, один німець. Наступного року (1870) поляків уже було 196, євреїв — 139.
У цей час реорганізовано місцеву греко-католицьку парохію, почали будувати муровану церкву у Криниці-селі (закінчена у 1872).
До 1872 Криницею завідували т. зв. «капітани» (це були привілейовані родини шляхетського походження, що мали право управляти громадою; серед них була відома родина Криницьких, яка ще довго зберігала цей титул). Того ж 1872 року обрали першу громадську раду з 16 осіб, із них двоє поляків. З часом вага поляків у громадському житті Криниці дуже сильно зросла. Здобувши більшість у громадській раді, 1883 року поляки обирають начальником громади свого представника, і відтак поляки постійно займали цю посаду.
Розвитку курорту посприяла побудова шосе Мушина-Криниця (1878).
У 1890 населення Криниці становило 2306 осіб. Національний склад населення: 1556 русинів, 387 поляків, 363 євреїв.
У 1900 році в Криниці проживала 3081 особа (2090 українців, 475 поляків і 513 євреїв).
1911 року закінчено будівництво місцевого залізничного сполучення Криниця-Мушина. За кілька літ перед тим курорт електрифіковано. Все це пожвавило зростання курорту і наплив польського населення (здебільшого у Криницю-Живець). Того ж року ухвалою Галицького сейму від 21 липня Криницю-Живець виділено в окрему громаду, яка отримала статус міста. До 1914 ним керувала т. зв. тимчасова управа, а 1914 року обрано першого бурмістра; ним став поляк Франек Кмітович.
У 1914 р. за москвофільство 27 лемків заарештовано і вислано до Талергофа.

### Міжвоєнний період
У 1918 році польська держава відродилася після 123 поділів. Криниця увійшла до складу Польщі.
У 1914 у Криниці лікувалося 9820 курортників, а перед Другою світовою війною їхня кількість зросла до 60000. У 1938 Криницю відвідала наступниця нідерландського престолу принцеса Юліана з чоловіком. У міжвоєнний період курорт відвідували Юзеф Пілсудський з родиною, президент Польщі Ігнацій Мосцицький, інші представники тодішньої польської еліти.
У 1921 у місті Криниця було 1372 мешканців: українців — 393 (28,66 %), поляків — 504 (36,75 %), євреів — 475 (34,59 %). Перепис населення з 1931 дає такий стан: українців — 706 (15,3 %), поляків — 2766 (59,8 %), євреїв — 1153 (24,9 %). Тоді ж у селі Криниця проживало приблизно 600 лемків (греко-католиків), 150 євреїв та 100 поляків. В селі була москвофільська читальня імені Качковського.
Розпорядженням Ради Міністрів 19 березня 1928 р. місто Криниця було значно розширене за рахунок Криниці-Села і Солотвин.
У 1927 році побудовано хокейний стадіон, санну трасу й гірськолижну вишку. З 1937 року почав працювати підйомник на Паркову гору.
У 1939 році з 3600 жителів Криниці-села (разом з колишньою громадою Солотвини) — 2500 українців, 800 поляків (переважно прибулі працівники тартака), 300 євреїв, а в самому місті Криниця-Живець (Здруй) у 1939 році з 5200 жителів — 400 українців, 3500 поляків, 1300 євреїв.
У грудні 1939 у приміщенні вілли «Уршуля» створили першу в Криниці українську школу, при ній організували дитячу захоронку (дитсадок) та каплицю для гр.-кат. богослужень. У місті було створено українську державну семінарію і дворічну сільськогосподарську школу, дівочу та хлоп'ячу бурси (гуртожитки), споживчий кооператив «Живець» та «Українську Лемківську Касу». Українська спілка «Бескид» створила деревообробну фабрику деревних виробів (працювало близько 100 людей). Діяли українські пансіони «Фарис», «Мева», «Одаліска», «Українська Гостиниця». Працювало відділення Новосандецького Українського допомогового комітету.
У 1945 році більшу частину українців вивезли в СРСР, решту в ході операції «Вісла» ув'язнили в концтаборі «Явожно» або депортували на понімецькі землі Польщі. Відтоді Криниця та її околиці переважно етнічно польські.
У 1975—1999 роках Криниця входила до складу Новосондецького воєводства, з 1999 року — до Малопольського воєводства.

### Сучасний період
Місто досі відіграє значну роль у лемківській культурі. Тут відбувся Світовий конгрес русинів.

## Туризм
Через місто проходять 7 туристичних пішохідних маршрутів, 5 — велосипедних. Є декілька лижних баз, санкострада, ковзанка, що працює увесь рік, канатні дороги, сім басейнів, місце для гри у пейнтбол, міні-гольф-парк, нічні клуби, ресторани й інші заклади громадського харчування, серед яких найкраща корчма Польщі (2011, 2012).
Криниця щороку приймає «Економічний Форум» та Фестиваль бігу. Протягом всього року в містечку діє Курортний оркестр, у серпні проходить Фестиваль оперети імені Яна Кепури.

### Пам'ятки культури

#### Храми

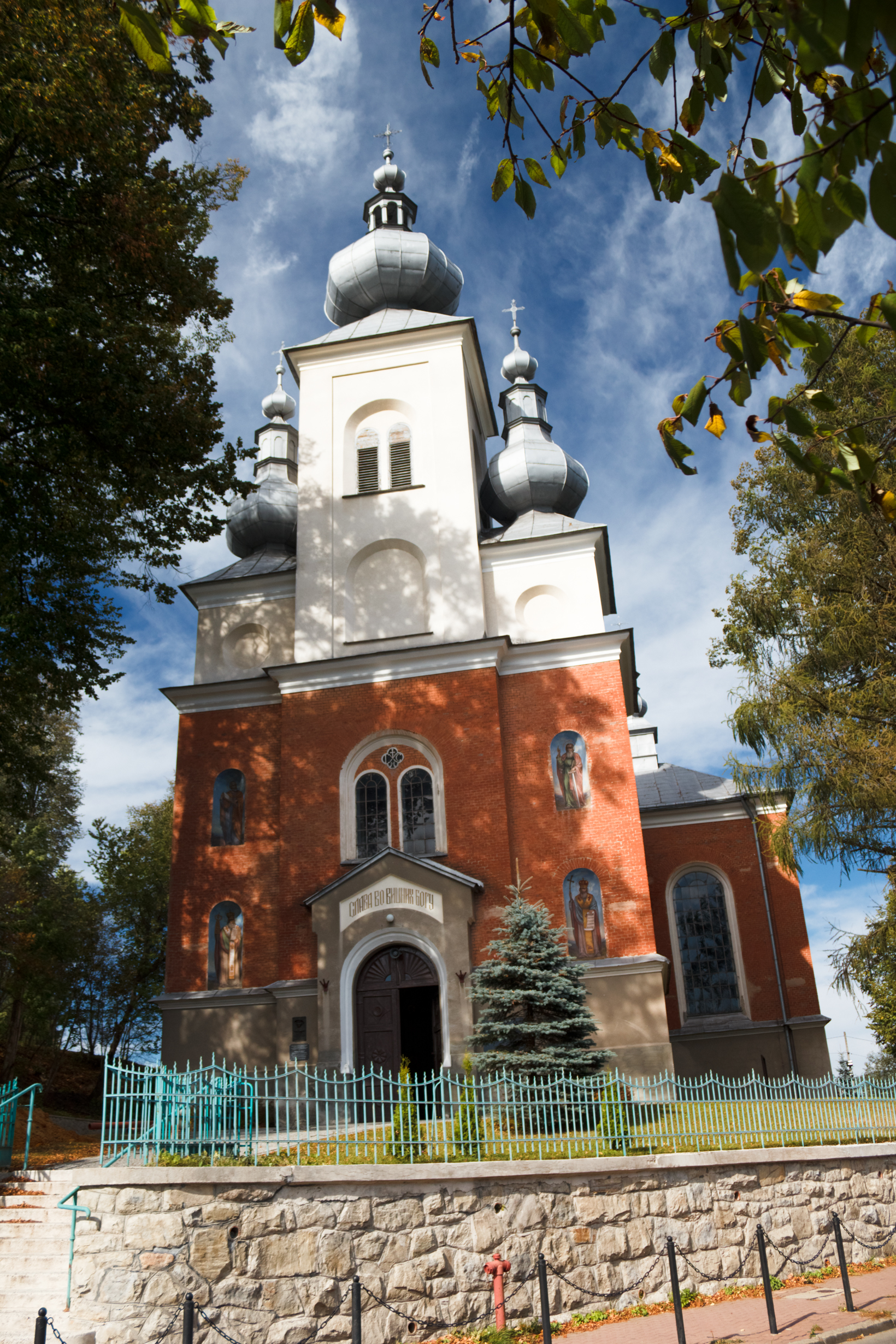

- мурована греко-католицька церква Богоявлення Господнього з 1865–1872 рр., по війні костел, з 1997 року знов церква, найбільша мурована церква Лемківщини, місце хрещення Никифора Дровняка.
- дерев'яна греко-католицька церква Покрови Божої Матері з 1888 року на передмісті Солотвини (Слотвіни), зараз костел
- перший курортний костел з 1862 року
- курортний римо-католицький костел з 1892 року в стилі італійського ренесансу
- римо-католицький костел св. Антонія з 1995 року
- православна церква з 1983–1996 рр. — має гарний іконостас, що датується зламом 19-20 століть, статую Розп'яття й образ суду Христового.

#### Музеї

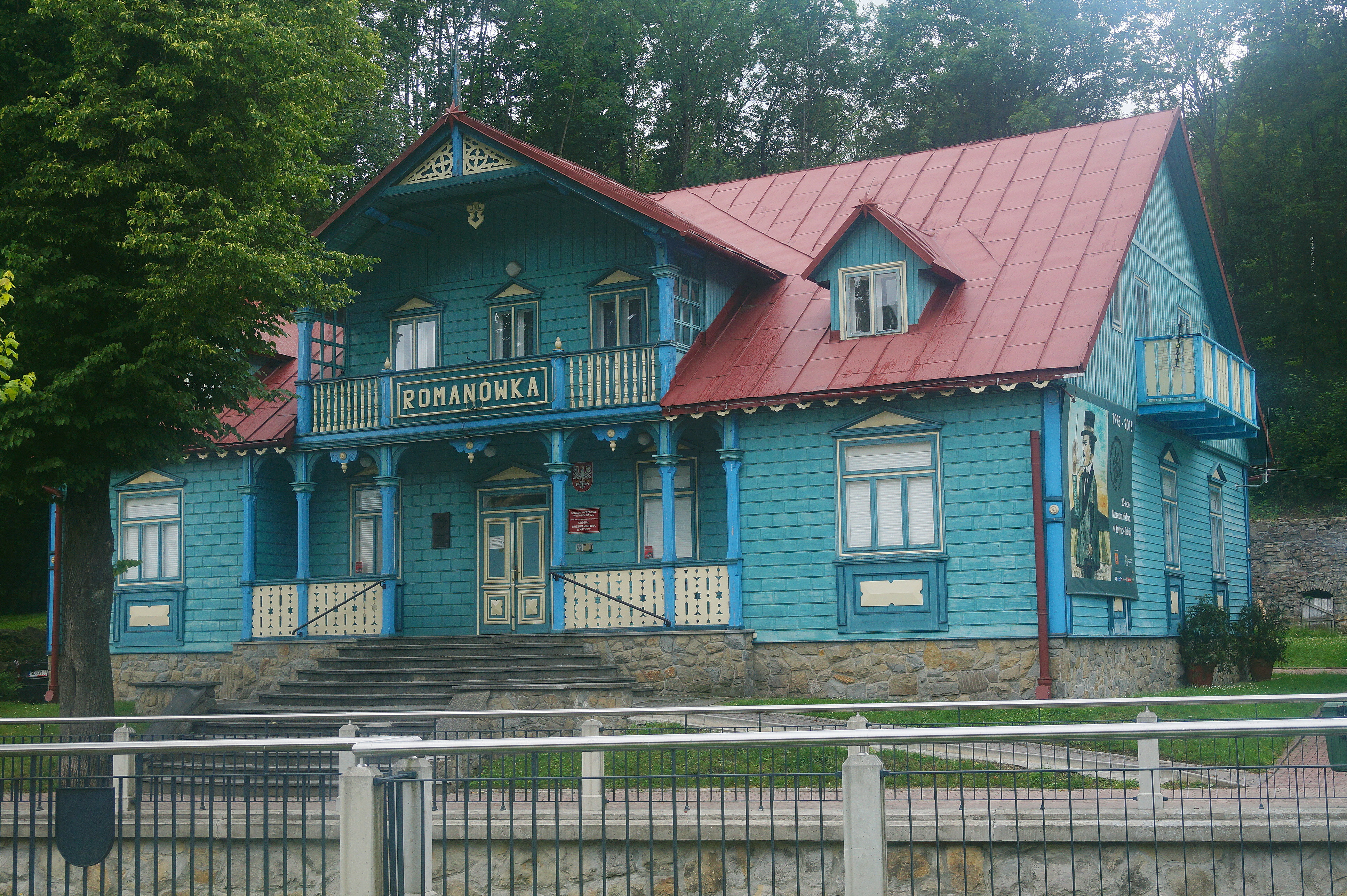
музей Никифора у Криниці-Здруй

- Музей Никифора (пол. Muzeum Nikifora) — зібрання малюнків (77 робіт) творчості Никифора, спогадів про художника-примітивіста, публікації і його фотографії. Працює з вівторка по неділю. У середу вхід безкоштовний.
- Музей іграшок «Байка» (пол. Muzeun Zabawek «Bajka») — збірка історичних забавок різних епох (понад 3000 експонатів). Працює щоденно
- Природно-мисливський музей та мисливське стрільбище.

#### Інші пам'ятки
- старий цвинтар з могилами людей, які допомогли розвитку містечка, між ними і Никифора Криницького
- статуя Никифора Криницького
- статуя А.Міцкевича з 1906 року.

### Інші туристичні атракції
- Паркова гора — канатна дорога, що веде на вершину гори (741 метр). Алеї ведуть через Лебединий став, а також образ Богоматері. На вершині є Райські Ковзанки і понтонні гірки.
- Криницький канатний парк — система платформ, що закріплені на деревах, пов'язані перешкодами. Шість трас з різним ступенем складності й висоти.

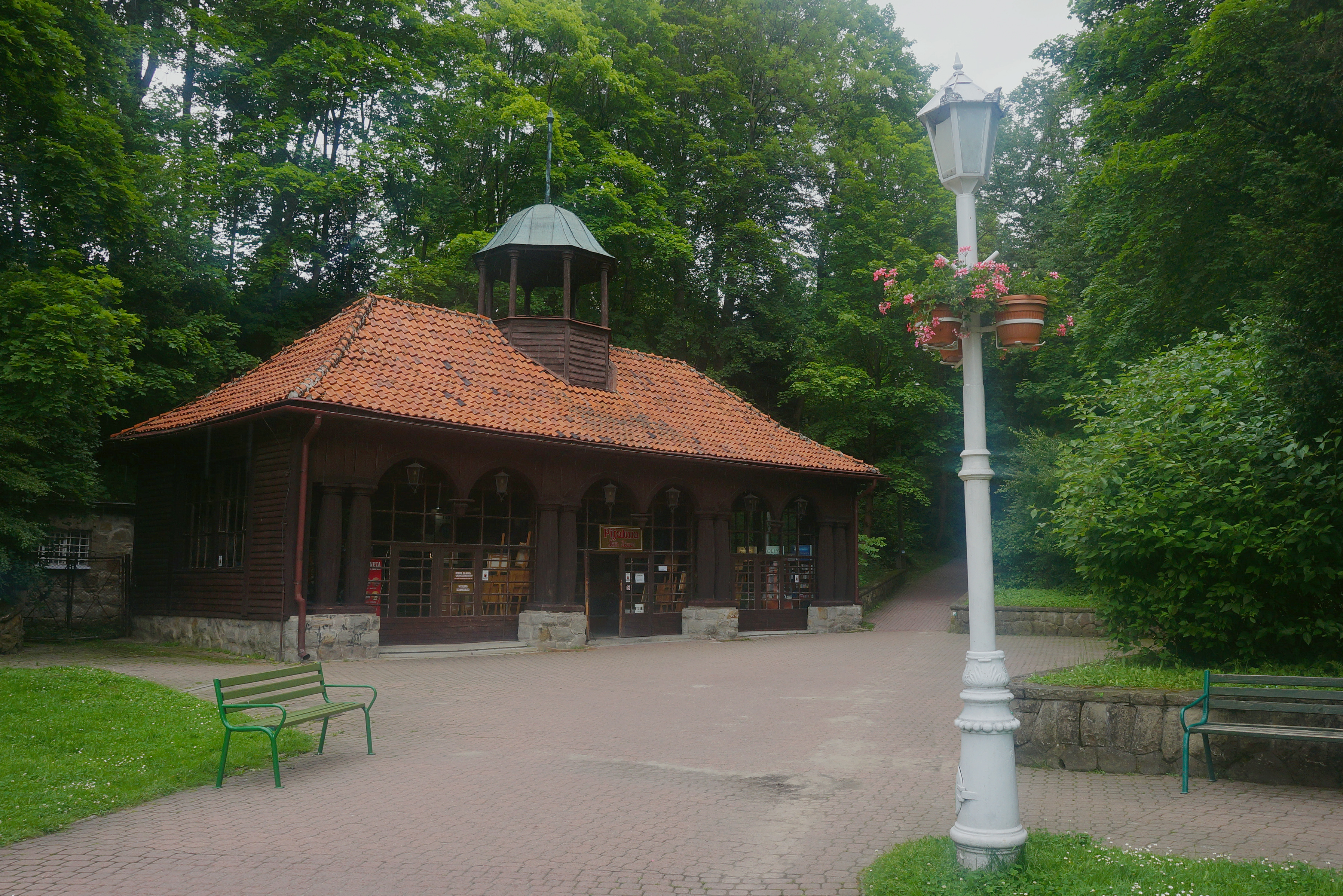
бювет джерел Ян та Йозеф у парку

### Курортна інфраструктура
Лікувальні води Криниці переважно лужні кальцієво-маґнієво-натрієво-залізисті. Їх п'ють, а також уживають до мінеральних ванн (зокрема, з CO₂). Криницькі води лікують анемію, неврастенію, нервове ослаблення, істерію, недуги серця і кровоносних посудин, рахіт, діабет, статеву слабкість тощо.
Лікувальна вода:

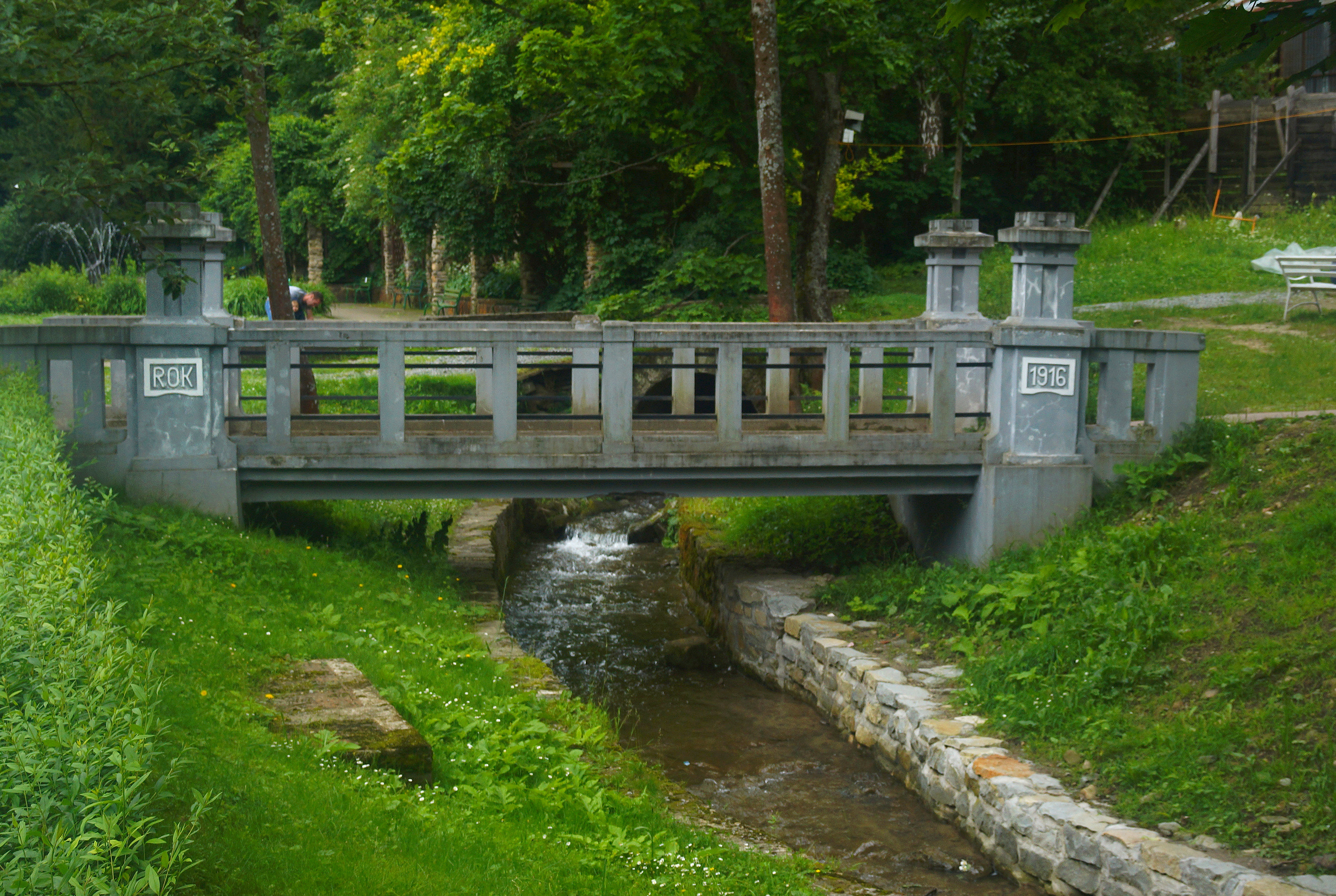
Курортний парк.

- Курортний парк.Криничанка (Kryniczanka) походить із «Головного джерела» (Zdrój Głowny), що б'є перед «Піяльнею Глувною» (Pijalna Głowny), відкритою у 1793 році. Тут вперше у Польщі (з 1808) почали розливати мінеральну воду. До її складу входить багато магнію та кальцію.
- Ян (Jan) — натуральна лікувальна вода, має сечогінну дію. Пасує для лікування ниркових каменів, придатна у лікуванні опущення нирок і сечових шляхів, а ще склерозу і цукрового діабету (у поєднанні з іншою водою, «Зубер») суттєво знижує рівень холестерину і цукру.
- Юзеф (Józef) — має сечогінний ефект, лікує від анемії.
- Зубер (Zuber) — унікальна вода у масштабі Європи (найсильніша на континенті лужно-алкалічна вода, конкурує з водами Віші та Карлових Вар). Має дуже велику мінералізацію. Лікує виразкові захворювання шлунку, дванадцятипалої кишки, печінку і жовчні шляхи, знижує кислотність, рівень цукру і холестерину в крові. Свердловина має глибину 810 м. Джерело створене 1914 року за вказівками професора геології Львівського університету Рудольфа Зубера[6].
- Слотвинка (Słotwinka) — ефективна для лікування затяжних гастритів, виразкової хвороби шлунку, неврологічні захворювання. Має протиалергійну дію, допомагає вивести з організму важкі метали.
- Мечислав (Mieczysław) — придатна для лікування гастриту, виразковій хворобі шлунку і дванадцятипалої кишки, її використовують після резекції шлунку.
- Тадеуш (Tadeusz) — лікує кров'яні захворювання, ускладнення простудних захворювань.
- Соляна печера (Jaskinia Solna) — 45-хвилинний сеанс у чистому, іонізованому повітрі. Лікування хвороб бронхів та легенів.

### Гірськолижний спорт
- Яворина Криницька (Jaworzyna Krynicka) — щорічно його визнають найкращим гірськолижним містечком Польщі. Сніг тут є протягом 150 днів у році. 12 кілометрів освітлених трас з пропускною можливістю 14000 осіб на годину. Найдовша освітлена траса Польщі (2600 метрів). Гондольна канатна дорога — найдовша канатна дорога в Польщі. Нижня станція є у долині Чорного Потоку. Вагончики на шість осіб за сім хвилин проходять понад 2 кілометри. Пасажирів привозять на вершину Явожина Криницька (1114 метрів над рівнем моря). Впродовж години канатка здатна перевезти до тисячі людей. З вершини видно бескиди, а інколи й Словацькі Татри, далі 8 лижних спусків, 2 навчальні спуски, прокат інвентарю, школа лижника. 1000 місць паркінгу, велика кількість крамниць. Також до гори ведуть багато пішохідних та велосипедних маршрутів.
- Криниця Азоти (Krynica Azoty) — 10 лижних трас різного рівня складності, комплекс бугельних підйомників. Сніговий парк і місце для малечі. Є петля для лижного бігу.
- Криниця Слотвини (Krynica Slotwiny) — канатна дорога 950 метрів, витяги для дітей. Пропускна можливість — 3000 осіб на годину.
- Криниця Генрик (Krynica Henryk) — найменша база у центрі Криниці Здруй. Витяги і досконалий спуск для початківців.

## Демографія
Демографічна структура станом на 31 березня 2011 року:
|          | Загалом | Допрацездатний вік | Працездатний вік | Постпрацездатний вік |
| -------- | ------- | ------------------ | ---------------- | -------------------- |
| Чоловіки | 5307    | 976                | 3671             | 660                  |
| Жінки    | 6054    | 900                | 3496             | 1658                 |
| Разом    | 11361   | 1876               | 7167             | 2318                 |

## Відомі особи

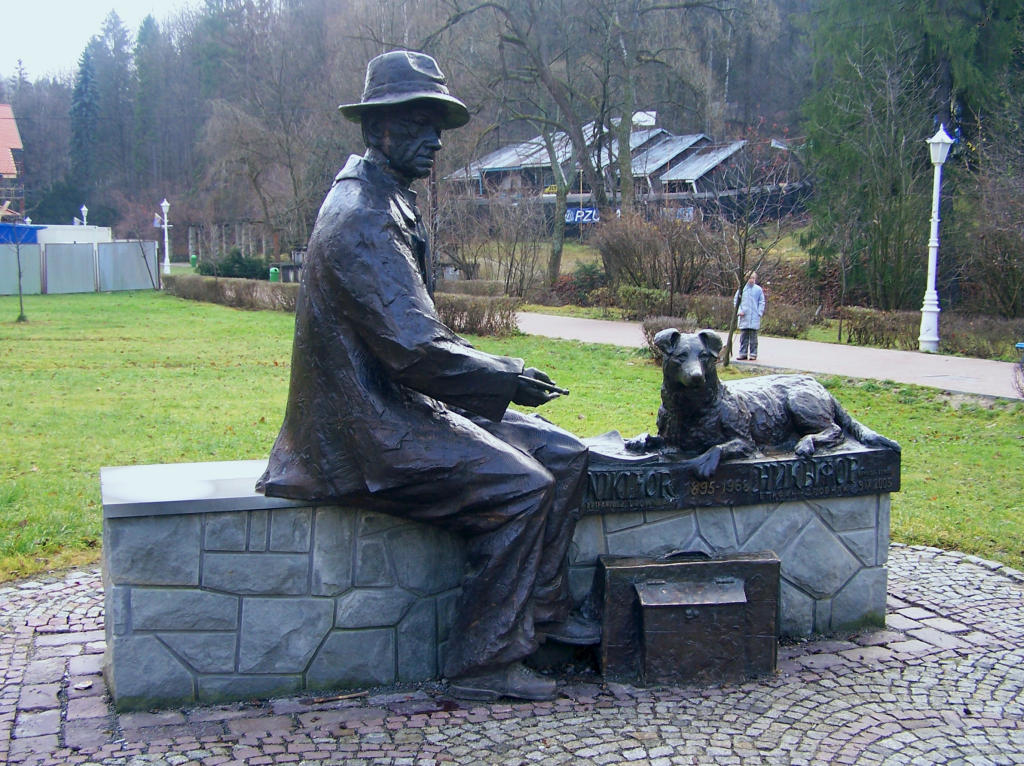
Пам'ятник Єпіфану Дровняку (Никифору) у Криниці

### Народилися
- Никифор (Дровняк) — лемківський художник-примітивіст, тут творив.
- Митрополит Галицький та Архієпископ Львівський, предстоятель Української греко-католицької церкви Йосиф Сембратович
- Олександр Венгринович — український громадський діяч, голова всеукраїнського товариства «Лемківщина».
- Павел Колодзей — польський боксер.

### Проживали
- Василь Кричевський — український маляр, архітектор, графік
- Володимир Воронюк — український художник, поет, прозаїк, режисер, педагог, критик.
- Мриц Ольга Теофілівна — ботанік, діячка заповідного руху, дійсний член НТШ.
- Северина[16] з Пєтруских Бадені (1812—1878) — дружина Казімєжа Станіслава, сприяла встановленню в Криниці (також у Львові) мармурових статуй Матері Божої із зірками.[17]